# Viola Brambilla
Viola Brambilla (20 agosto 1996) è una calciatrice italiana, centrocampista svincolata.

## Carriera
Brambilla cresce calcisticamente nel Fiammamonza, società con cui riuscirà a conquistare la Serie A, giocando nel ruolo di centrocampista e nella quale resterà fino al campionato 2012-2013, con le monzesi retrocesse alla Serie B.
Dal 2013 è tesserata per il Mozzanica delle biancoazzurre in Serie A, con le quali rimane due campionati fino al termine della stagione 2014-2015.
Nell'estate 2015 viene ceduta con la forma del prestito al Como 2000, contribuendo anche grazie alle sue sette reti in 2 incontri disputati nella stagione 2015-2016 a far tornare le lariane in Serie A dopo un solo anno di cadetteria. Al termine della stagione 2016-2017, culminata con la retrocessione del Como 2000 in Serie B, passa in prestito dal Mozzanica alla Fiamma Monza.
Nell'estate 2018 si trasferisce al Milan Ladies, rimanendo così in Serie B.
Per la stagione 2019-2020, dopo l'esclusione delle rossonere dalla Serie B, resta in serie cadetta, trasferendosi al neopromosso San Marino.

## Palmarès
- Campionato italiano di Serie B: 1

Como 2000: 2015-2016